# جيمس توماس لين
جيمس توماس لين (بالإنجليزية: James Thomas Lynn)‏ (و. 1927 – 2010 م) هو محاماة من الولايات المتحدة الأمريكية ولد في كليفلاند، أوهايو.
وهو عضو في الحزب الجمهوري .

## التعليم
تعلم في جامعة كيس وسترن ريسرف، وكلية هارفارد للحقوق.

## روابط خارجية
- جيمس توماس لين على موقع مونزينجر (الألمانية)
- جيمس توماس لين على موقع إن إن دي بي (الإنجليزية)